# 上海光大会展中心
上海光大会展中心，是中国上海市一座集商务、会展、宾馆、休闲娱乐、餐饮于一体的综合型商业综合体，由光大集团投资21.4亿元进行开发、建设与管理。位于上海市徐汇区漕宝路，临近沪闵路，介于徐家汇商圈、南徐家汇国际商务区和漕河泾开发区之间，现已成徐家汇以南及上海会展行业的地标性建筑。

## 建筑群
光大会展中心总建筑面积近26万平方米，会展中心主体由东西两区组成，西区为会展中心西馆、东区为三组六幢高30层连体大型综合建筑体，包括会展中心西馆、3万平方米的展览会议场馆、4万平方米的酒店以及办公楼、公寓楼及酒店式公寓。建筑整体呈现新古典主义风格，表面垂直镶嵌蓝绿灰色玻璃幕墙。

### 会展展馆
光大会展中心展馆分为东西两馆，西馆为一座三层标准展馆，25000平米展厅面积可容纳1200个标准展位。东馆位于上海光大会展中心东区三组六幢大型综合建筑体的中间，为占地7500平方米，可容纳322个标准展位的展馆。

### 国际酒店
上海光大国际大酒店为四星级酒店，由两幢30层复合型建筑以凯旋门式结构组成,是浦西规模最大的专业会议和展览型酒店。拥有701间客房、40个多功能会议室以及室内网球场、游泳池、会所等娱乐设施。

## 交通
紧邻上海轨道交通1号线、12号线漕宝路站。

## 相关链接
- 上海光大会展中心官方网站
- 光大会展中心展馆部分
- 上海光大国际大酒店